# Municipalita Kazbegi
Municipalita Kazbegi (gruzínsky ყაზბეგის მუნიციპალიტეტი, Qazbegis municipaliteti) je oblast v Gruzii, v kraji Mccheta-Mtianetie pojmenovaná podle Alexandra Kazbegiho (1848–1893), jednoho z nejznámějších gruzínských spisovatelů. Oblastí prochází Gruzínská vojenská cesta. Hlavní město je Stepancminda (1326 obyvatel v roce 2014).
Další sídla nad 250 obyvatel (počet obyvatel je z roku 2014):
- Аrša (gruzínsky არშა), 440 obyv.
- Sno (gruzínsky სნო), 263 obyv.
- Sioni (gruzínsky სიონი), 325 obyv.
- Garbani (gruzínsky გარბანი), 329 obyv.